# Cryptozoo
Cryptozoo es una película dramática de animación para adultos estadounidense de 2021 escrita y dirigida por Dash Shaw. Cuenta con un elenco como Lake Bell, Michael Cera, Angeliki Papoulia, Zoe Kazan, Peter Stormare, Grace Zabriskie, Louisa Krause y Thomas Jay Ryan.
Tuvo su estreno mundial en el Festival de Cine de Sundance el 29 de enero de 2021 y fue lanzado por Magnolia Pictures en los Estados Unidos el 20 de agosto de 2021.

## Sinopsis
Los criptozookeepers intentan capturar un Bakú, una criatura legendaria híbrida que come sueños, y comienzan a preguntarse si deberían exhibir estas bestias o mantenerlas ocultas y desconocidas. Mientras tanto, un par de amantes encuentran por error su camino hacia el Cryptozoo, lo que lleva a consecuencias impredecibles.

## Reparto
- Lake Bell como Lauren Grey
- Michael Cera como Matthew
- Angeliki Papoulia como Phoebe
- Zoe Kazan como Magdalene
- Peter Stormare como Gustav el Fauno
- Grace Zabriskie como Joan
- Louisa Krause como Ámbar
- Thomas Jay Ryan como Nicholas
- Alex Karpovsky como David

## Lanzamiento
Tuvo su estreno mundial en el Festival de Cine de Sundance el 29 de enero de 2021 y ganó el premio Innovator. Poco después, Magnolia Pictures adquirió los derechos de distribución de la película en Estados Unidos y la fijó para su estreno el 20 de agosto de 2021 en Estados Unidos. La película también se proyectó en la edición 71° del Festival Internacional de Cine de Berlín en marzo de 2021.

## Recepción crítica
Cryptozoo tiene una calificación de aprobación del 68% en el sitio web del agregador de reseñas Rotten Tomatoes, según 78 reseñas, con un promedio ponderado de 5.70/10. El consenso crítico del sitio dice: "Aunque su sobreestimulación visual amenaza con descarrilar sus temas, Cryptozoo es una crítica ambiciosa y única de los valores capitalistas". En Metacritic, la película tiene una calificación de 76 sobre 100, basada en 18 críticos, lo que indica "críticas generalmente favorables".
 